# Liên hoan phim Venezia
Liên hoan phim Venice hay Liên hoan phim quốc tế Venice (tiếng Ý: Mostra Internazionale d'Arte Cinematografica della Biennale di Venezia, "Triển lãm quốc tế về nghệ thuật điện ảnh của Venice Biennale ") là một liên hoan phim thường niên được tổ chức tại Venice, Ý. Đây là liên hoan phim lâu đời nhất thế giới và là một trong những liên hoan phim quốc tế "Big Five" trên toàn thế giới, bao gồm Liên hoan phim lớn ba châu Âu , cùng với Liên hoan phim Toronto ở Canada và Liên hoan phim Sundance ở Hoa Kỳ. Liên hoan được quốc tế ca ngợi vì mang lại cho người sáng tạo quyền tự do nghệ thuật để thể hiện bản thân thông qua phim ảnh. Năm 1951, FIAPF chính thức công nhận liên hoan phim.
Được thành lập bởi Giuseppe Volpi, thành viên của Đảng Phát xít Quốc gia và là ông nội của nhà sản xuất nổi tiếng Marina Cicogna ở Venice vào tháng 8 năm 1932, lễ hội là một phần của Venice Biennale, một trong những triển lãm nghệ thuật lâu đời nhất thế giới, do Hội đồng Thành phố Venice thành lập vào ngày 19 Tháng 4 năm 1893. Phạm vi công việc tại Venice Biennale hiện bao gồm nghệ thuật, kiến trúc, khiêu vũ, âm nhạc, sân khấu và điện ảnh của Ý và quốc tế. Những tác phẩm này được trưng bày tại các triển lãm riêng biệt: Triển lãm Nghệ thuật Quốc tế, Liên hoan Âm nhạc Đương đại Quốc tế, Liên hoan Sân khấu Quốc tế, Triển lãm Kiến trúc Quốc tế, Liên hoan Múa Đương đại Quốc tế, Lễ hội Trẻ em Quốc tế và Lễ hội Venice hàng năm. Liên hoan phim, được cho là sự kiện nổi tiếng nhất trong tất cả các sự kiện.
Lễ hội được tổ chức vào cuối tháng 8 hoặc đầu tháng 9 trên đảo Lido ở đầm phá Venice. Các buổi chiếu diễn ra tại Rạp chiếu phim Palazzo del lịch sử trên Lungomare Marconi. Lễ hội tiếp tục là một trong những lễ hội phổ biến nhất và phát triển nhanh nhất trên thế giới. Liên hoan phim quốc tế Venice lần thứ 80 được tổ chức từ ngày 30 tháng 8 đến ngày 9 tháng 9 năm 2023.

## Phát triển
Chủ tịch của Venice Biennale đại diện cho lễ hội trước đối tác tài chính, cơ quan công quyền và giới truyền thông. Ông được Bộ Di sản Văn hóa Ý lựa chọn 4 năm một lần. Chủ tịch hiện tại là Roberto Cicutto, được bổ nhiệm vào ngày 27 tháng 1 năm 2020. Trước đây, vị trí này đã được Paolo Baratta (2008–2020) nắm giữ trong 12 năm.
Giám đốc liên hoan phim chịu trách nhiệm điều phối các sự kiện và do chủ tịch Venice Biennale và các đại biểu lựa chọn. Giám đốc hiện tại Alberto Barbera được bổ nhiệm vào ngày 27 tháng 12 năm 2011. Vào ngày 27 tháng 10 năm 2020, nhiệm kỳ của Barbera được gia hạn thêm 4 năm cho đến năm 2024. Trước đây ông giữ chức vụ này từ năm 1998 đến năm 2002.

## Giải thưởng

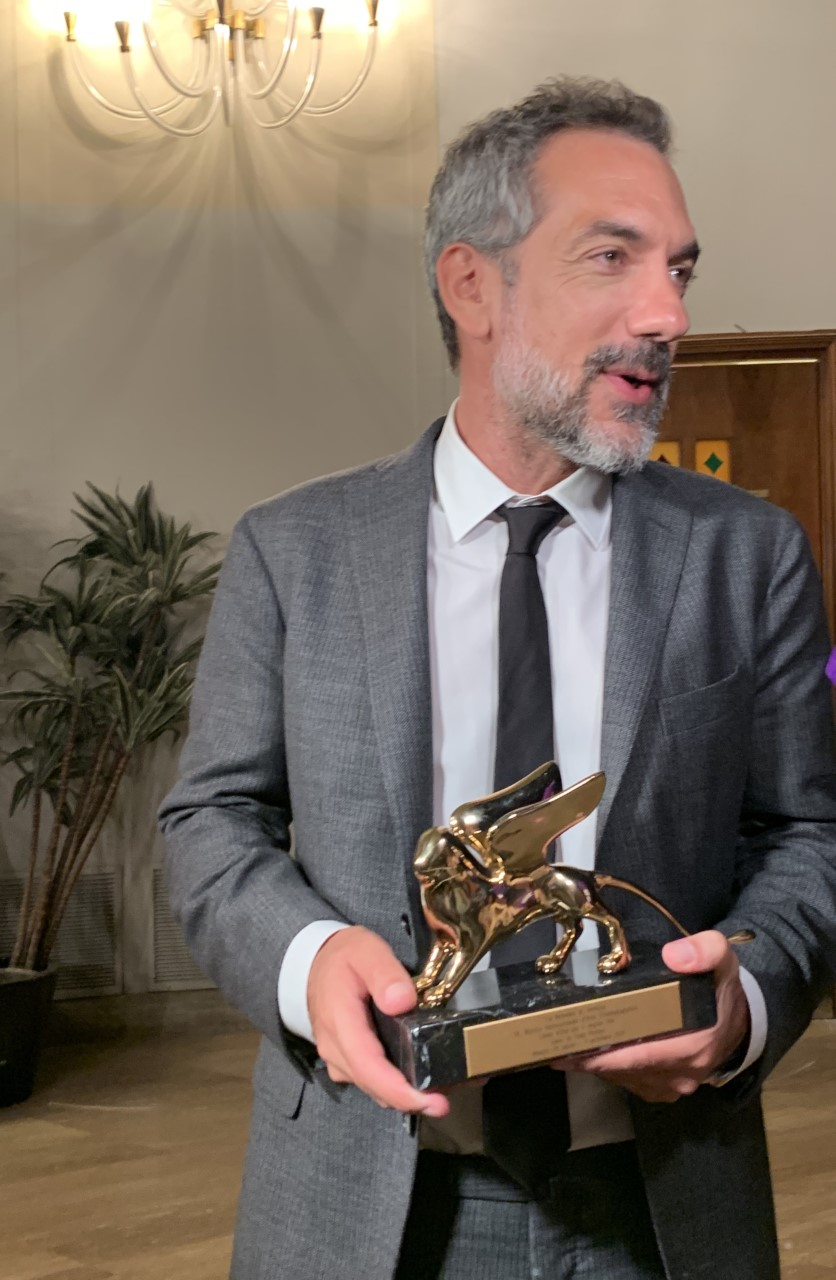
Todd Phillips với giải Sư tử vàng nhờ bộ phim Joker của anh giành được tại Liên hoan phim Venice lần thứ 76

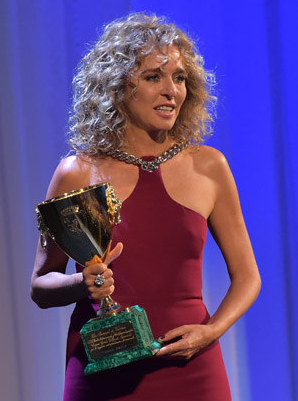
Valeria Golino đoạt Cúp Volpi cho Nữ diễn viên chính xuất sắc nhất năm 2015 với Per amor vostro

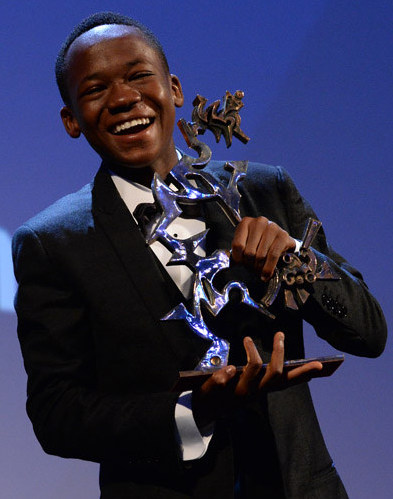
Abraham Attah đoạt giải Marcello Mastroianni năm 2015 cho Beasts of No Nation

Các giải thưởng hiện tại của Liên hoan phim là:

### Lựa chọn chính thức: Đang thi đấu
- Sư Tử Vàng (Leone d'Oro), trao giải cho phim hay nhất tranh giải tại liên hoan phim
- Sư Tử Bạc (Leone d'Argento), trao cho đạo diễn xuất sắc nhất ở hạng mục tranh giải
- Giải thưởng lớn của Ban giám khảo, được trao cho phim về nhì được chiếu tranh giải tại liên hoan phim
- Giải đặc biệt của Ban giám khảo, được trao cho phim về nhì ba được chiếu tranh giải tại liên hoan phim
- Cúp Volpi (Coppa Volpi), được trao cho nam/nữ diễn viên xuất sắc nhất
- Golden Osella, được trao cho Kịch bản hay nhất và/hoặc Đóng góp kỹ thuật xuất sắc nhất (quay phim, âm nhạc, v.v.)
- Có những giải thưởng khác cũng công nhận diễn xuất:
  - Giải thưởng Marcello Mastroianni, được thành lập vào năm 1998 để vinh danh nam diễn viên vĩ đại người Ý Marcello Mastroianni qua đời năm 1996. Giải thưởng được thành lập để ghi nhận một nam hoặc nữ diễn viên mới nổi[11]
- Giải Sư tử đặc biệt, được trao cho tác phẩm tổng thể dành cho đạo diễn hoặc diễn viên của bộ phim được trình bày trong phần thi chính.

### Phần Orizzonti (Horizons)
Phần này dành cho tất cả các tác phẩm có "định dạng tùy chỉnh", với tầm nhìn rộng hơn về các xu hướng mới trong ngôn ngữ biểu cảm hội tụ trong phim.
Bắt đầu từ lễ hội lần thứ 67, bốn giải thưởng của phần Orizzonti đã được thiết lập:
- Giải Orizzonti cho phim truyện
- Giải đặc biệt của Ban giám khảo Orizzonti (dành cho phim truyện)
- Giải Orizzonti cho phim ngắn
- Giải Orizzonti cho phim dài trung bình

Nhiều giải thưởng đã được bổ sung trong những năm tiếp theo:
- Giải Orizzonti cho Đạo diễn xuất sắc nhất
- Giải Orizzonti cho Nam diễn viên chính xuất sắc nhất
- Giải Orizzonti cho Nữ diễn viên chính xuất sắc nhất
- Giải Orizzonti cho Kịch bản xuất sắc nhất

### Giải Sư tử tương lai (Luigi De Laurentiis)

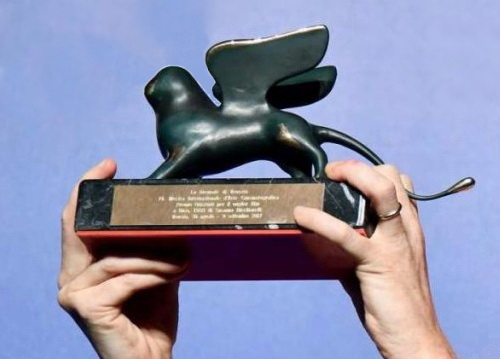
Giải Sư tử tương lai

Tất cả các phim truyện đầu tay ở các hạng mục cạnh tranh khác nhau tại Liên hoan phim Venice, dù ở hạng mục Tuyển chọn chính thức hay hạng mục Độc lập và Song song, đều đủ điều kiện nhận giải thưởng này. Người chiến thắng sẽ được trao giải thưởng trị giá 100.000 USD, chia đều cho đạo diễn và nhà sản xuất.

### Giải Nhà làm phim
Jaeger-LeCoultre Vinh danh Filmmaker Award, được tổ chức với sự hợp tác của Jaeger-LeCoultre (2006-2020) và Cartier (2021-nay). Nó được dành riêng cho những cá nhân đã có đóng góp đáng kể cho nền điện ảnh đương đại.
| Năm  | Đạo diễn           | Quốc gia       |
| ---- | ------------------ | -------------- |
| 2006 | Kitano Takeshi     | Nhật Bản       |
| 2007 | Abbas Kiarostami   | Iran           |
| 2008 | Agnès Varda        | Pháp           |
| 2009 | Sylvester Stallone | Hoa Kỳ         |
| 2010 | Mani Ratnam        | Ấn Độ          |
| 2011 | Al Pacino          | Hoa Kỳ         |
| 2012 | Spike Lee          | Hoa Kỳ         |
| 2013 | Ettore Scola       | Ý              |
| 2014 | James Franco       | Hoa Kỳ         |
| 2015 | Brian De Palma     | Hoa Kỳ         |
| 2016 | Amir Naderi        | Iran           |
| 2017 | Stephen Frears     | Vương quốc Anh |
| 2018 | Trương Nghệ Mưu    | Trung Quốc     |
| 2019 | Costa-Gavras       | Hy Lạp         |
| 2020 | Abel Ferrara       | Hoa Kỳ         |
| 2021 | Ridley Scott       | Vương quốc Anh |
| 2022 | Walter Hill        | Hoa Kỳ         |
| 2023 | Wes Anderson       | Hoa Kỳ         |

## Các giải quá khứ

### Cúp Mussolini
Cúp Mussolini là giải thưởng hàng đầu của Liên hoan phim Venezia từ năm 1934 tới năm 1942. Cúp được đặt theo tên người cai trị nước Ý thời đó, Benito Mussolini, cúp này bị bãi bỏ từ khi Mussolini bị truất quyền năm 1943, và cuối cùng đổi thành giải "Grand International Prize of Venice" (Giải thưởng lớn quốc tế của Venezia) năm 1947 (xem Giải Sư tử vàng).

#### Cúp Mussolini cho phim Ý hay nhất
- 1934 Teresa confalonieri của Guido Brignone
- 1935 Casta Diva của Carmine Gallone
- 1936 Lo squadrone bianco của Augusto Genina
- 1937 Scipione l'Africano của Carmine Gallone
- 1938 Luciano serra pilota của Goffredo Alessandrini
- 1939 Abuna Messias của Goffredo Alessandrini
- 1940 L'assedio dell'Alcazar của Augusto Genina
- 1941 La corona di ferro của Alessandro Blasetti
- 1942 Bengasi của Augusto Genina

#### Cúp Mussolini cho phim nước ngoài hay nhất
- 1934 Man of Aran của Robert J. Flaherty (Anh)
- 1935 Anna Karenina của Clarence Brown (Hoa Kỳ)
- 1936 Der Kaiser von Kalifornien của Luis Trenker (Đức)
- 1937 Un carnet de bal của Julien Duvivier (Pháp)
- 1938 Olympia 1.Teil – Fest der Völker của Leni Riefenstahl (Đức)
- 1940 Der Postmeister của Gustav Ucicky (Đức)
- 1941 Ohm Krüger của Hans Steinhoff (Đức)
- 1942 Der große König của Veit Harlan (Đức)

### Giải cho đạo diễn xuất sắc nhất
- 1935 King Vidor phim The Wedding Night
- 1936 Jacques Feyder phim La Kermesse Héroique
- 1937 Robert J. Flaherty & Zoltan Korda phim Elephant Boy
- 1938 Carl Froelich phim Heimat

### Giải cho nam diễn viên xuất sắc nhất
- 1932 Fredric March trong phim Dr. Jekyll And Mr. Hyde
- 1934 Wallace Beery trong phim Viva Villa!

### Giải cho nữ diễn viên xuất sắc nhất
- 1932 Helen Hayes trong phim The Sin of Madelon Claudet
- 1934 Katharine Hepburn trong phim Little Women
- 1938 Norma Shearer trong phim Marie Antoinette

### Giải đặc biệt cho mọi vai diễn xuất sắc nhất
- 1954 phim Executive Suite: William Holden, June Allyson, Barbara Stanwyck, Fredric March, Walter Pidgeon & Shelley Winters

### Giải Glory to the Filmmaker!
- 2007 Kitano Takeshi trong phim Glory to the Filmmaker!